# Знаки почтовой оплаты СССР (1974)
Зна́ки почто́вой опла́ты СССР (1974) — перечень (каталог) знаков почтовой оплаты (почтовых марок), введённых в обращение дирекцией по изданию и экспедированию знаков почтовой оплаты Министерства связи СССР в 1974 году.

## Список коммеморативных (памятных) марок
Порядок следования элементов в таблице соответствует номеру по каталогу марок СССР (ЦФА), в скобках приведены номера по каталогу «Михель».
| № по каталогу                                                         | Изображение | Описание и источники                                       | Номинал   | Дата выпуска         | Тираж     | Художник                       |
| --------------------------------------------------------------------- | ----------- | ---------------------------------------------------------- | --------- | -------------------- | --------- | ------------------------------ |
| (ЦФА [АО «Марка»] № 4310) (Mi #4202)                                  |             | 50-летие газеты «Красная Звезда»: - Солдат и красноармеец. | 0,04 руб. | 1 января 1974 года   | 4 100 000 | Н. Захаржевский                |
| (ЦФА [АО «Марка»] № 4406) (Mi #4298)                                  |             | «С Новым, 1975 годом!»: - Кремлёвские куранты.             | 0,04 руб. | 14 ноября 1974 года  | 3 400 000 | Юрий Арцименев                 |
| (ЦФА [АО «Марка»] № 4426) (Mi #4320) (Mi #4321) (Mi #4322) (Mi #4323) |             | Почтовый блок «Москва — столица Олимпийских Игр».          | 0,10 руб. | 25 декабря 1974 года | 1 200 000 | Иван Мартынов Николай Черкасов |

## Комментарии
1. ↑  Ниже приведён перечень памятных художественных марок (с возможностью сортировки по номиналу, тиражу и дате введения в обращение).
2. ↑  50-летие газеты «Красная Звезда» На многоцветной марке  (ЦФА [АО «Марка»] № 4310) — солдат и красноармеец, звезда на фоне газеты. Глубокая печать, перфорирована: рамочная зубцовка 11½ (на каждые 2 сантиметра края марки приходится 11½ зубцов). В марочных листах 50 (10×5)[2][5][6].
3. ↑  Новогодняя марка «С Новым, 1975 годом!» На многоцветной марке  (ЦФА [АО «Марка»] № 4406) — Кремлёвские куранты и снежинки. Офсетная печать на мелованной бумаге, перфорирована: гребенчатая зубцовка 12 (на каждые 2 сантиметра края марки приходится 12 зубцов). В марочных листах 30 (5×6)[2][8][9].
4. ↑  Почтовый блок 95×75 мм «Москва — столица XXII летних Олимпийских игр 1980 года». В блоке четыре многоцветные марки со спортивными сюжетами: на марке  (Mi #4320) — гимнастка, на марке  (Mi #4321) — бегуны, на марке  (Mi #4322) — футбол, на марке  (Mi #4323) — гребля. Глубокая печать на мелованной бумаге, перфорирована: комбинированная рамочная зубцовка 12:11½ (на каждые 2 сантиметра края марки приходится 12:11½ зубцов)[2][10][11][12][13].